# Braziliaans-Surinaamse betrekkingen
De betrekkingen tussen Brazilië en Suriname verwijzen naar de huidige en historische betrekkingen tussen Brazilië en Suriname.
De twee buurlanden delen een grens van 593 kilometer. Suriname is het enige buurland in Brazilië zonder grensoverschrijdende wegen. Er zijn slechts twee luchtvaartmaatschappijen actief tussen Paramaribo en Braziliaanse steden. 

## Diplomatieke betrekkingen

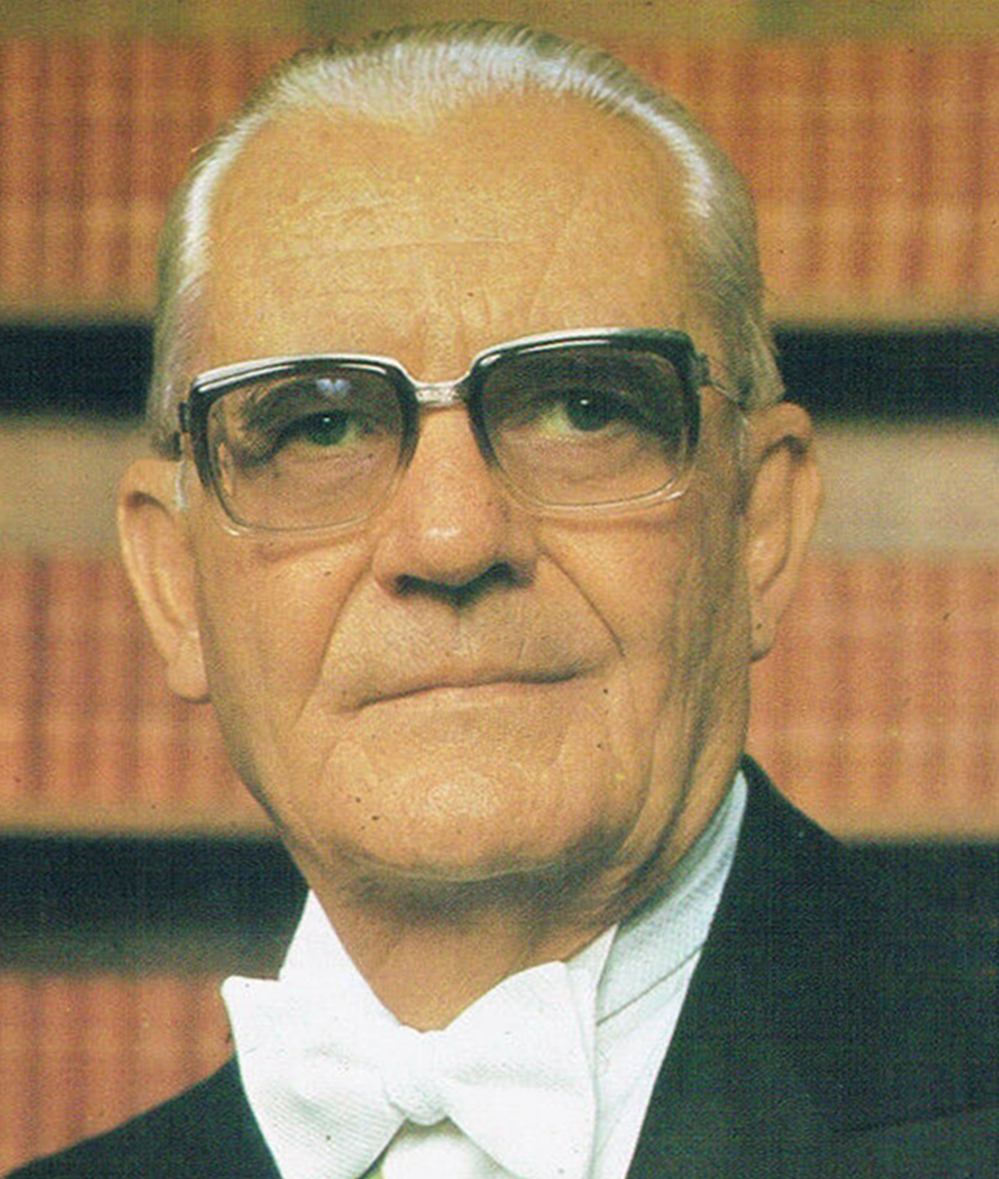
Geisel, circa 1974

De regering van Ernesto Geisel erkende Suriname direct vanaf de onafhankelijkheid op 25 november 1975.
Ondanks het feit dat Brazilië diplomatieke betrekkingen onderhoudt met alle Caribische landen, heeft het een ambassade in slechts zes staten van de landen van de Caricom, waaronder de ambassade in Paramaribo. Tot de bevoegdheden van de Braziliaanse ambassade in Suriname behoort ook het eiland Saint Lucia.
Suriname heeft een ambassade in Brasilia en een consulaat in Belém.

### Bilateraal
Het eerste officiële contact vond plaats op 21 juli 1976, tijdens het bezoek van de toenmalige Surinaamse premier Henck Arron aan Brasilia, waarbij de regeringen drie bilaterale verdragen over culturele, handels- en technische samenwerking aangingen. Ook werd een gezamenlijke Braziliaans-Surinaamse commissie opgericht, gericht op het verdiepen van de onderlinge betrekkingen.
Officiële bezoeken door Suriname
- Premier Henck Arron: 1978
- President Ronald Venetiaan: 1996, 2000, 2003, 2007, 2008 (tweemaal)
- President Jules Wijdenbosch: 1997
- President Desiré Bouterse: 2010, 2011, 2013, 2014 (tweemaal), 2018
- President Chandrikapersad Santokhi: 2023

Officiële bezoeken door Brazilië
- President José Sarney: 1989
- President Lula da Silva: 2005
- President Dilma Rousseff: 2013
- President Jair Bolsonaro: 2022

### Multilateraal
Suriname en Brazilië werken sinds 1978 met zes andere landen samen in de Organisatie van de Overeenkomst voor Amazonische Samenwerking die gericht is stabiliteit en samenwerking in deze regio.
Sinds het einde van de 20e eeuw is er een nauwere toenadering geweest tussen de Guyana's, inclusief Suriname, en de rest van het Zuid-Amerikaanse continent, een proces dat continentalisering wordt genoemd. In dit kader werden projecten zoals het Initiatief voor Infrastructurele Integratie van Zuid-Amerika en de Organisatie van de Overeenkomst voor Amazonische Samenwerking ontwikkeld.
In het kader van ontwikkelingssamenwerking doet Brazilië geregeld donaties, variërend van medische spullen, hiv-testen en condooms tot waterzuiveringsapparaten voor het binnenland en mobiele woonunits voor het Nationale Leger. In maart 2024 schonk Brazilië een pakket met medicijnen en vaccins ter waarde van 860.000 USD. Dit was de grootste schenking die Brazilië ooit maakte.

## Samenwerking

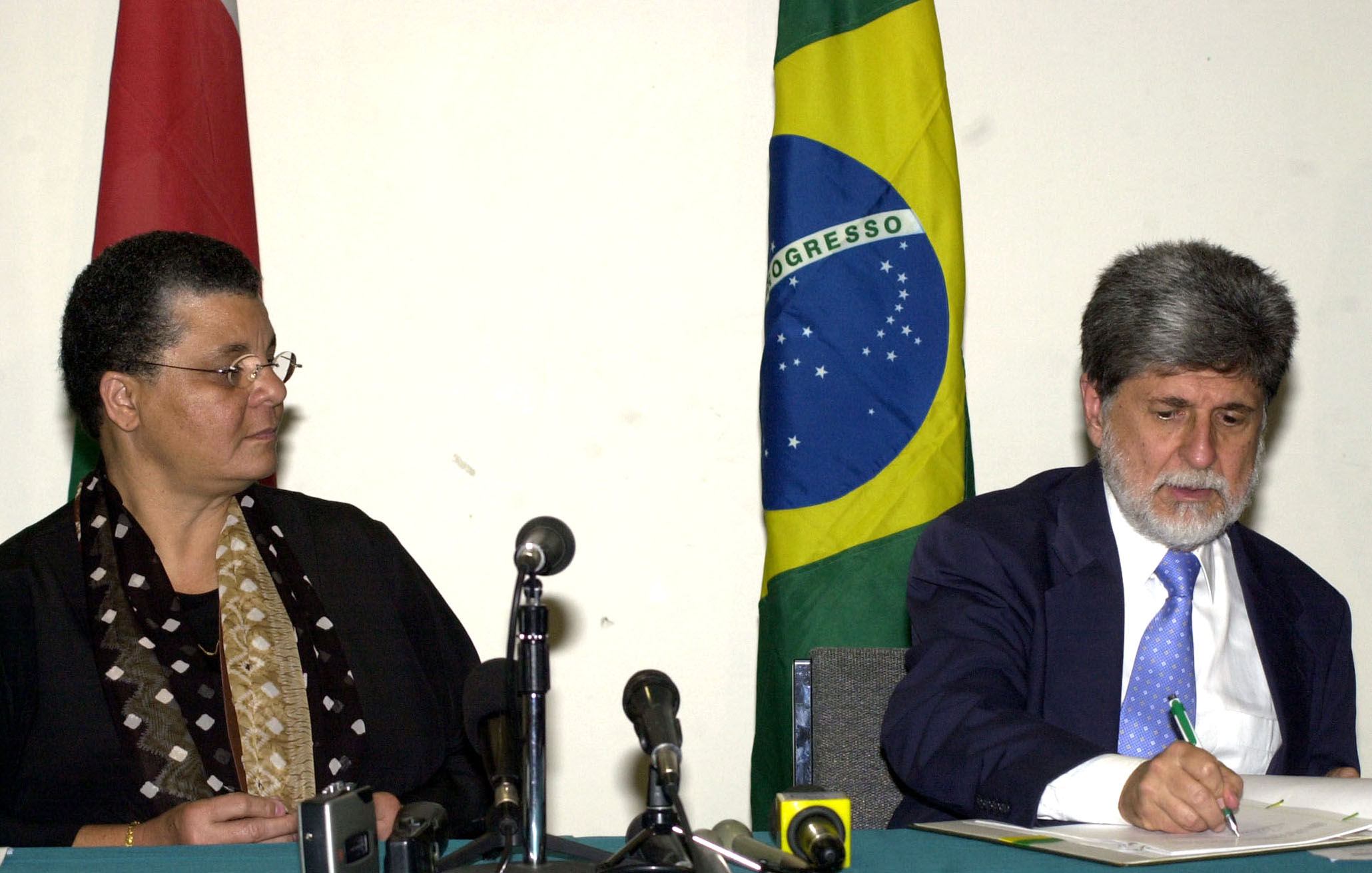
BuZa-ministers Levens en Amorim, 2004

Brazilië en Suriname hebben ruim twintig bilaterale overeenkomsten ondertekend, waarvan er ook enkele zijn verlopen. De landen werken op verschillende terreinen samen, zoals het delen van gegevens verzameld door het Amazon Surveillance System (SIVAM), politieonderzoek naar mensenhandel en Braziliaanse technische ondersteuning aan landbouwexport van Suriname naar het Caribisch gebied. Daarnaast zijn er in de loop van de decennia tientallen bilaterale samenwerkingsprojecten geweest.

### Onderwijs
Sinds circa 2003 kunnen Surinaamse studenten zich dankzij een initiatief van Onderwijs-minister Cristovam Buarque inschrijven op Braziliaanse universiteiten. 

### Overstromingen van 2006
Tijdens de overstromingen van 2006 stuurde Brazilië humanitaire hulp en hulpteams naar Suriname. Ook schonk Brazilië medicijnen tegen malaria en flessen hypochloriet om het water te zuiveren. De Braziliaanse luchtmacht zorgde er met een helikopter voor dat de hulpgoederen in het land verdeeld konden worden.

## Migratie

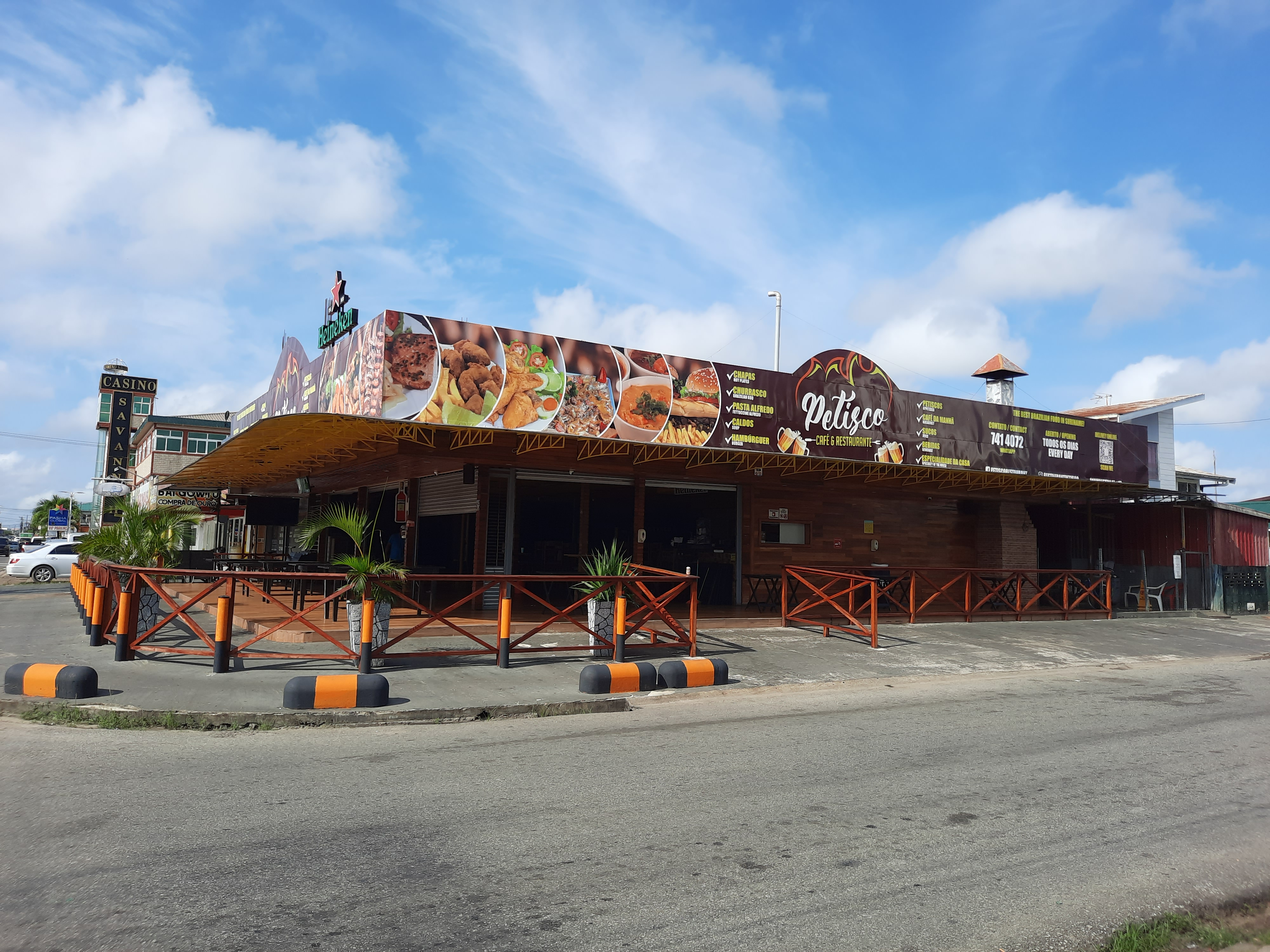
De woonwijk Klein-Belém in Paramaribo

Er zijn enkele tienduizenden Brazilianen in Suriname. De immigranten komen voornamelijk uit Noord- en Noordoost-Brazilië en komen af op de goudwinning in Suriname. Veel van deze mijnwerkers emigreerden in de jaren 1980 naar het land, na de terugval van de winning in de Carajás-ijzerertsmijn en Serra Pelada. Veel emigranten wonen apart van Surinamers.

### Brazilianen in de Surinaamse goudwinning
Tijdens de Binnenlandse Oorlog (1986-1992) tussen het Junglecommando en het Nationaal Leger raakten de marrons in het binnenland geïsoleerd van Paramaribo en de rest van Suriname. Dit werd nog verstrekt door de geldzuivering van 1986 waardoor biljetten binnen drie dagen in de stad omgewisseld moesten worden. Dit was in de praktijk vrijwel onmogelijk en een bewuste actie van het militaire regime om het geld in het binnenland waardeloos te maken. De geldzuivering betekende een impuls voor de kleinschalige goudwinning in het binnenland. Het Junglecommando kaapte de pontons van de overheid en wierf garimpeiro's (Braziliaanse goudzoekers) die kennis hadden van hydraulische goudwinning. Het gewonnen goud diende voor de financiering van het Junglecommando en was daarnaast een waardevast betaalmiddel in Frans-Guyana. Omdat de binnenlandbewoners ook afgesneden raakten van voortgezet onderwijs, kwamen veel jonge marrons in de goudsector terecht. Na de oorlog groeide de goudwinning uit tot een belangrijke arbeidssector. Rond 2009 werkten naar schatting veertien duizend mensen in de kleinschalige goudsector, onder wie drie- tot vierduizend Aukaanse marrons en tien- tot elfduizend Brazilianen.

### Onlusten in Albina
In de vroege ochtend van 24-25 december 2009 brak er een golf van geweld uit tegen Braziliaanse mijnarbeiders in Albina, als reactie op de moord op een Surinamer door een Braziliaan vanwege schulden. Minstens 14 Brazilianen raakten gewond en 10 tot 20 Brazilianen werden verkracht. Na de aanslagen startten beide landen een gezamenlijk onderzoek naar de sociale en economische situatie in Albina. Hieraan werd in 2010 een gevolg gegeven door de ondertekening van een overeenkomst om grensoverschrijdende migratie te reguleren.

## Jaren 1980

Generaal Danilo Venturini, 1980

Toen Suriname in de jaren 1980 door het militaire regime van Desi Bouterse werd bestuurd, hield de Braziliaanse regering het standpunt erop na dat samenwerking het beste middel zijn om communistische regimes in de regio tegen te gaan en de nationale veiligheid te garanderen. Dit idee werd vooral gestimuleerd door de Braziliaanse minister van Buitenlandse Zaken, Ramiro Saraiva Guerreiro, die deze visie ook als uitgangspunt had tegenover andere Amerikaanse landen. Op 25 januari 1982 bracht Saraiva Guerreiro een bezoek aan Suriname. President João Figueiredo steunde zijn beleid.
De warme betrekkingen van Suriname met Cuba en Grenada waren de Amerikaanse president Reagan een doorn in het oog en hij wilde voorkomen dat meer landen in het Westelijk Halfrond een anti-Amerikaanse houding zouden aannemen, al of niet met steun van de Sovjet-Unie. Na de Decembermoorden in 1982 verbrak ook de VS alle hulp aan Suriname. In maart 1983 schreef Reagan aan João Figueiredo dat naar mening van de VS Bouterse een koers uitgezet had die hem duidelijk en o.i. onomkeerbaar in de sfeer van Cuba / de Sovjet-Unie brengt. Amerika overwoog interventie, maar Brazilië was daar huiverig voor.
In april 1983 stuurde Washington William P. Clark naar Venezuela en Brazilië om de beide regeringen te bewegen op een of andere manier een mogelijke Amerikaanse interventie te steunen. Venezuela zei nee, maar Danilo Venturini, de secretaris van de Braziliaanse Nationale Veiligheidsraad, vloog met groot vertoon naar Paramaribo. Van 15 tot 17 april bracht hij met enkele hoge officieren de dringende boodschap aan Bouterse over om de Cubaanse aanwezigheid in Suriname stop te zetten, omdat Brazilië anders zou ingrijpen. Bouterse koos eieren voor zijn geld en kondigde kort na Venturini's vertrek op kanaal 8 van Surinaamse Televisie Stichting het vertrek van de Cubaanse missie aan. Brazilië zegde daarop hulp op verschillende gebieden toe. Intern verdeelde de nieuwe richting de partijen die Bouterse steunden, de PALU en de RVP. Door de financiële crisis in Latijns-Amerika was Brazilië daarna niet in staat om alle financiële steun na te komen.

## Bekende Surinamers in Brazilië
- François Thijm (1943-2015), voetbalkeeper